# Urszula Sztandar-Sztanderska
Urszula Aniela Sztandar-Sztanderska (ur. 30 marca 1952) – polska ekonomistka, wykładowczyni Uniwersytetu Warszawskiego.

## Życiorys
W 1976 ukończyła studia ekonomiczne na Uniwersytecie Warszawskim. Tam też doktoryzowała się w 1987 na podstawie rozprawy Powstawanie funduszu konsumpcji w Polsce (promotorka – Zofia Morecka) oraz habilitowała w 2000, przedstawiwszy dzieło Strukturalne podstawy bezrobocia w Polsce.
Jej zainteresowania naukowe obejmują funkcjonowanie rynku pracy i jego związki z procesami makroekonomicznymi, zwłaszcza: bezrobocie, w tym strukturalne, współzależność edukacji i rynku pracy, instytucjonalne uwarunkowania funkcjonowania rynku pracy, przyczyny zróżnicowania rynku pracy w przekroju terytorialnym i kwalifikacyjnym, źródła różnic w aktywności zawodowej według płci oraz wpływ otwarcia gospodarki na efekty zatrudnieniowe, efektywność polityki ekonomicznej w odniesieniu do rynku pracy i warunkowanej przez ten rynek, ekonomia edukacji.
Zawodowo związana z Katedrą Makroekonomii i Teorii Handlu Zagranicznego macierzystego wydziału, dyrektorka Ośrodka Badań Rynku Pracy UW. Prodziekan do spraw finansowych w kadencji 2020–2024. Pracowała także jako profesor nadzwyczajna w Instytucie Badań Edukacyjnych.
Wśród wypromowanych przez nią doktorów znaleźli się: Gabriela Grotkowska (2008), Michał Kurtyka (2012).
Członkini Komitetu Nauk o Pracy i Polityce Społecznej Polskiej Akademii Nauk oraz Naukowej Rady Statystycznej przy Prezesie Głównego Urzędu Statystycznego (kadencja 2020–2024). Przewodnicząca Rady Rynku Pracy KPP „Lewiatan”.